# Dino Campana
Pour les articles homonymes, voir Campana (homonymie).
Dino Campana (né le 20 août 1885 à Marradi, dans la province de Florence, en Toscane – mort le 1er mars 1932 à Scandicci) est un poète italien du début du XXe siècle.

## Biographie
Dino Campana est né à Marradi en 1885. Neurasthénique, il connaît une existence pour le moins malheureuse. En 1906, il est pour la première fois interné en asile psychiatrique.
Ensuite, tout le reste de sa vie fut une fuite en avant qui le conduisit notamment en Suisse, en France, en Argentine, en Russie et en Belgique (où il sera à nouveau interné).
En 1914, il publie à compte d'auteur son œuvre majeure, la seule publiée de son vivant, les Canti Orfici (Chants orphiques), recueil de poèmes écrits entre 1906 et 1912.
Leonardo Sciascia rapporte, dans ses Actes relatifs à la mort de Raymond Roussel (Atti relativi alla morte di Raymond Roussel), que Campana, quand il vendait les Canti Orfici dans les cafés, après avoir examiné le visage de l'acquéreur, déchirait les pages qu'il pensait être inutiles. Parfois même il ne donnait que la couverture.
De 1916 à 1917, il vit une brève mais intense histoire d'amour avec la poétesse Sibilla Aleramo. Malheureusement en 1918 il est définitivement interné en institution psychiatrique qu'il ne quittera plus jusqu'à sa mort en 1932, 14 ans plus tard.
Écrivain maudit, il est considéré comme l'un des poètes majeurs du Novecento.

## Œuvres principales
- Canti Orfici (Chants orphiques), 1914
- Taccuino, 1949
- Fascicolo marradese, 1952
- Il più lungo giorno, 1973
- Un viaggio chiamato amore - Lettere 1916-1918 (Ce Voyage nous l'appelions amour. Lettres 1916-1918), 2000. Correspondance entre Dino Campana et Sibilla Aleramo.

## Traductions
- Chants orphiques, trad. David Bosc., Paris, Allia, 2006, 144 p.  (ISBN 2-84485-203-3)
- Chants orphiques et autres poèmes. Poèmes choisis, présentés et traduits par Irène Gayraud et Christophe Mileschi. Edition bilingue. Paris Points, 2016, 315 p.